# Llista de peixos de les illes Anglonormandes

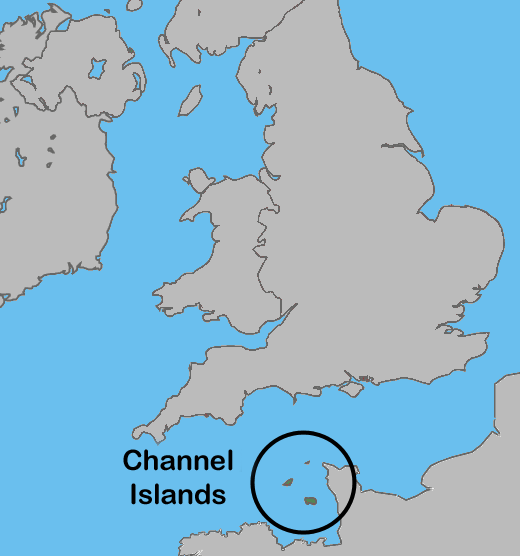
Localització de les illes Anglonormandes al Canal de la Mànega

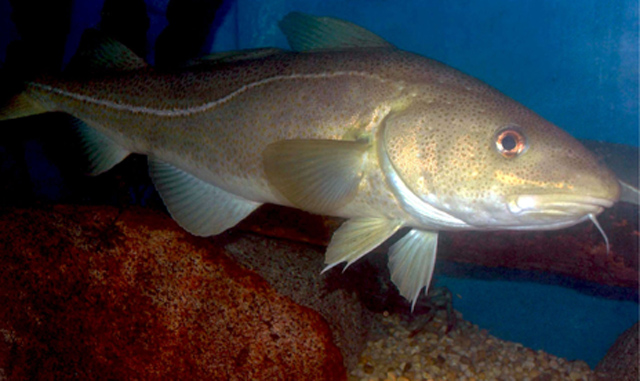
Bacallà de l'Atlàntic (Gadus morhua)

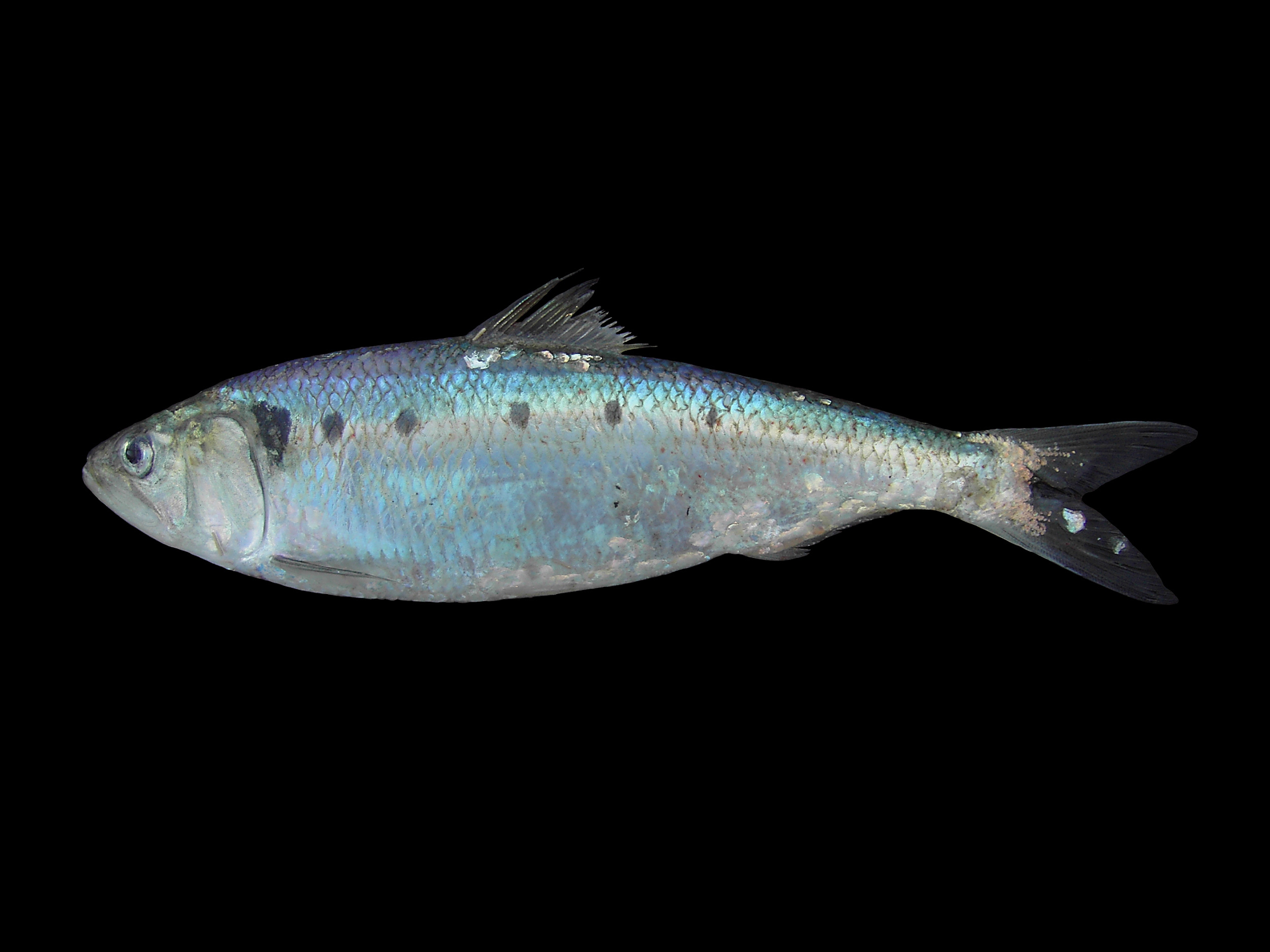
Alosa fallax

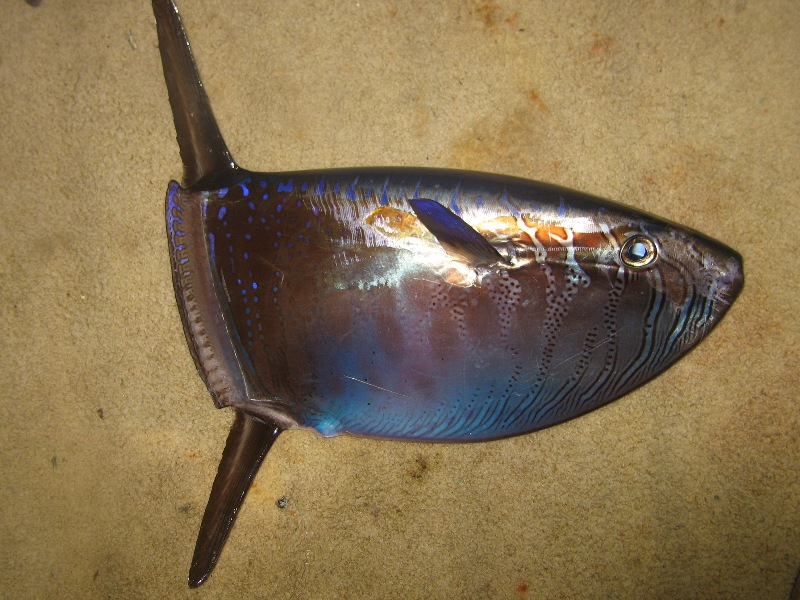
Ranzania laevis

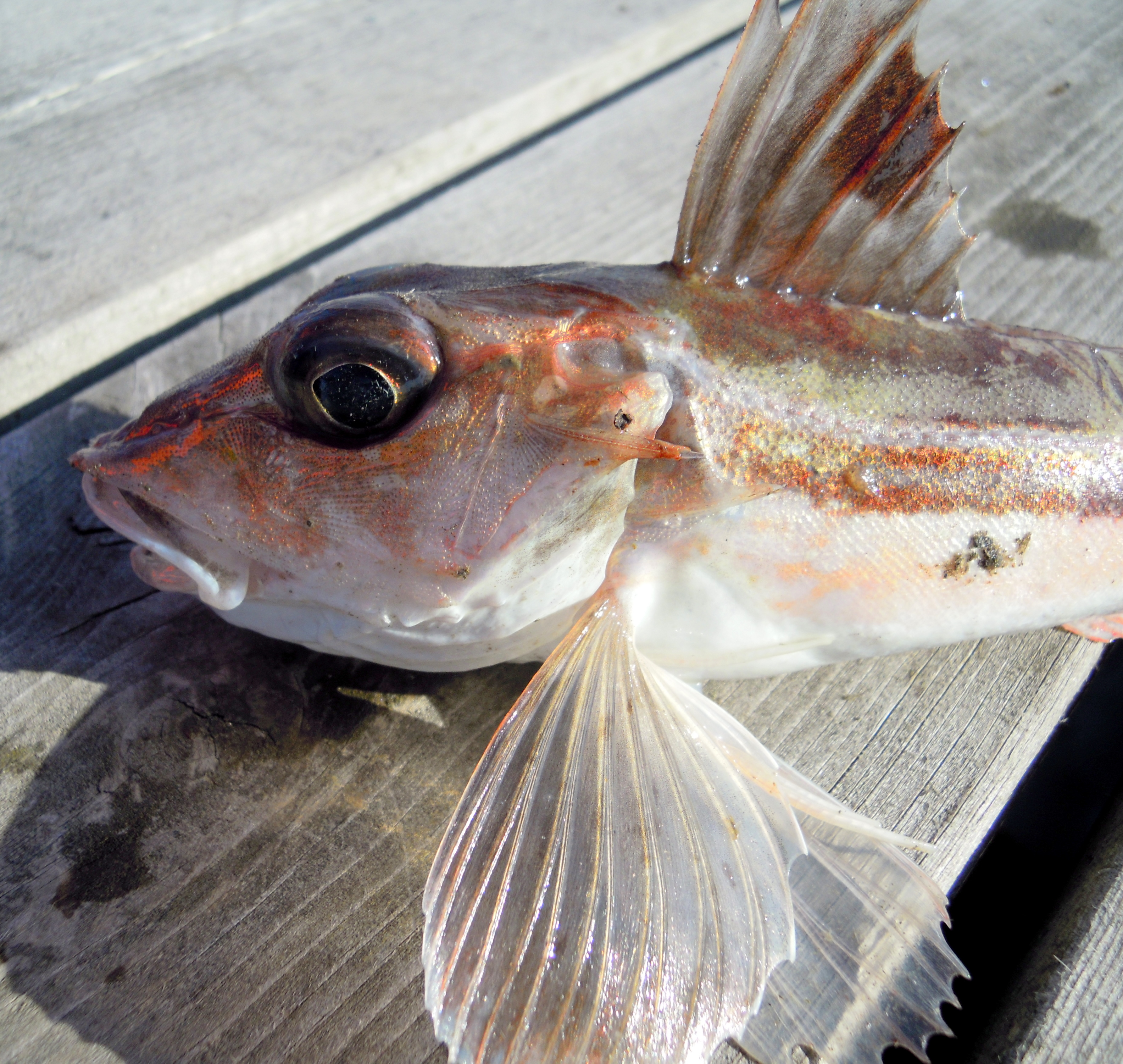
Lluerna verda (Eutrigla gurnardus)

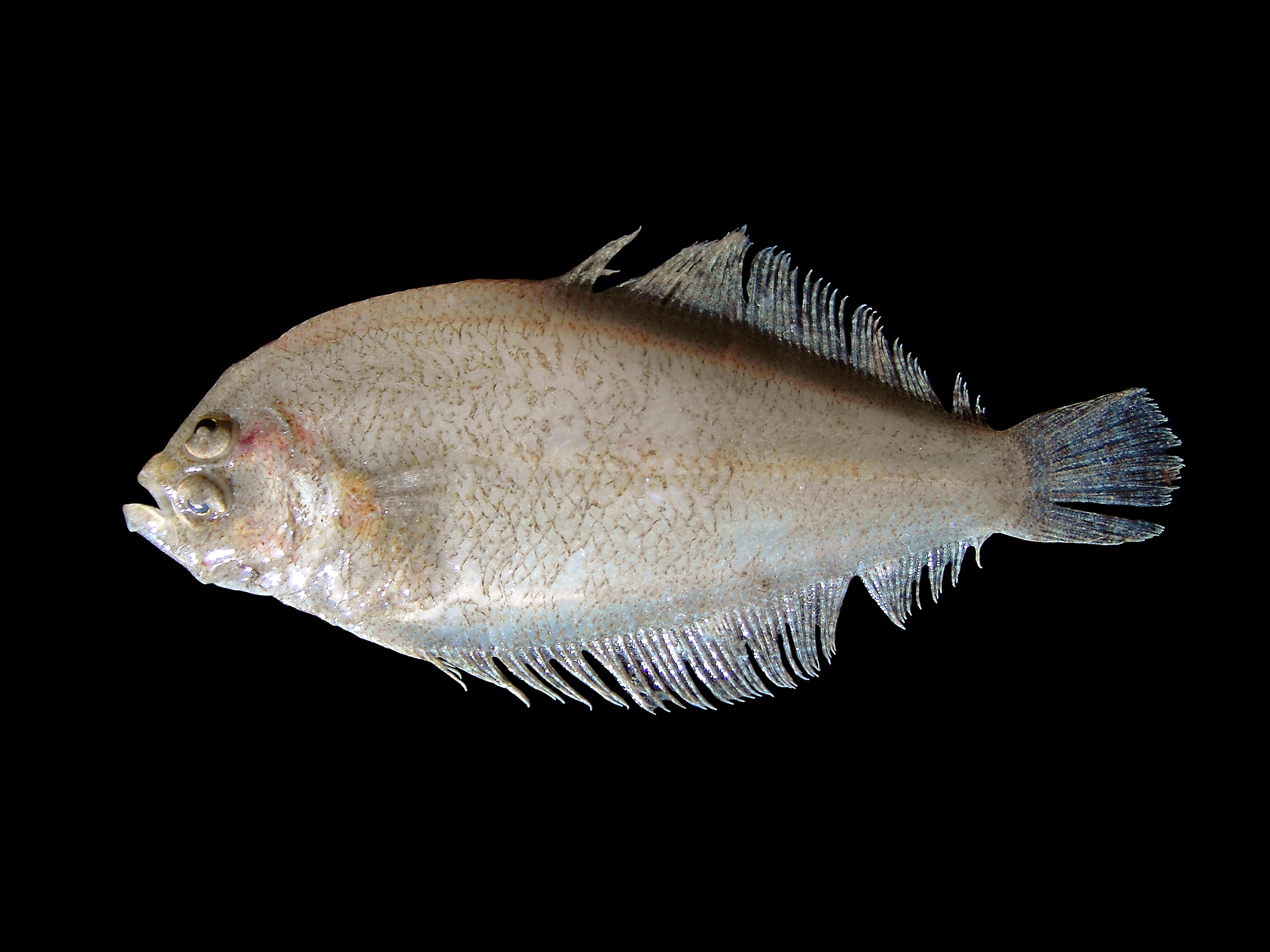
Peluda vera (Arnoglossus laterna)

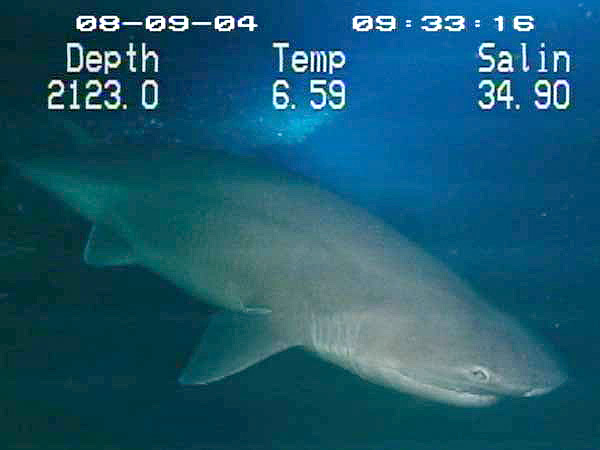
Bocadolç (Hexanchus griseus)

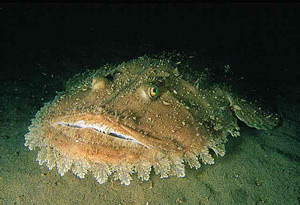
Rap vermell (Lophius budegassa)

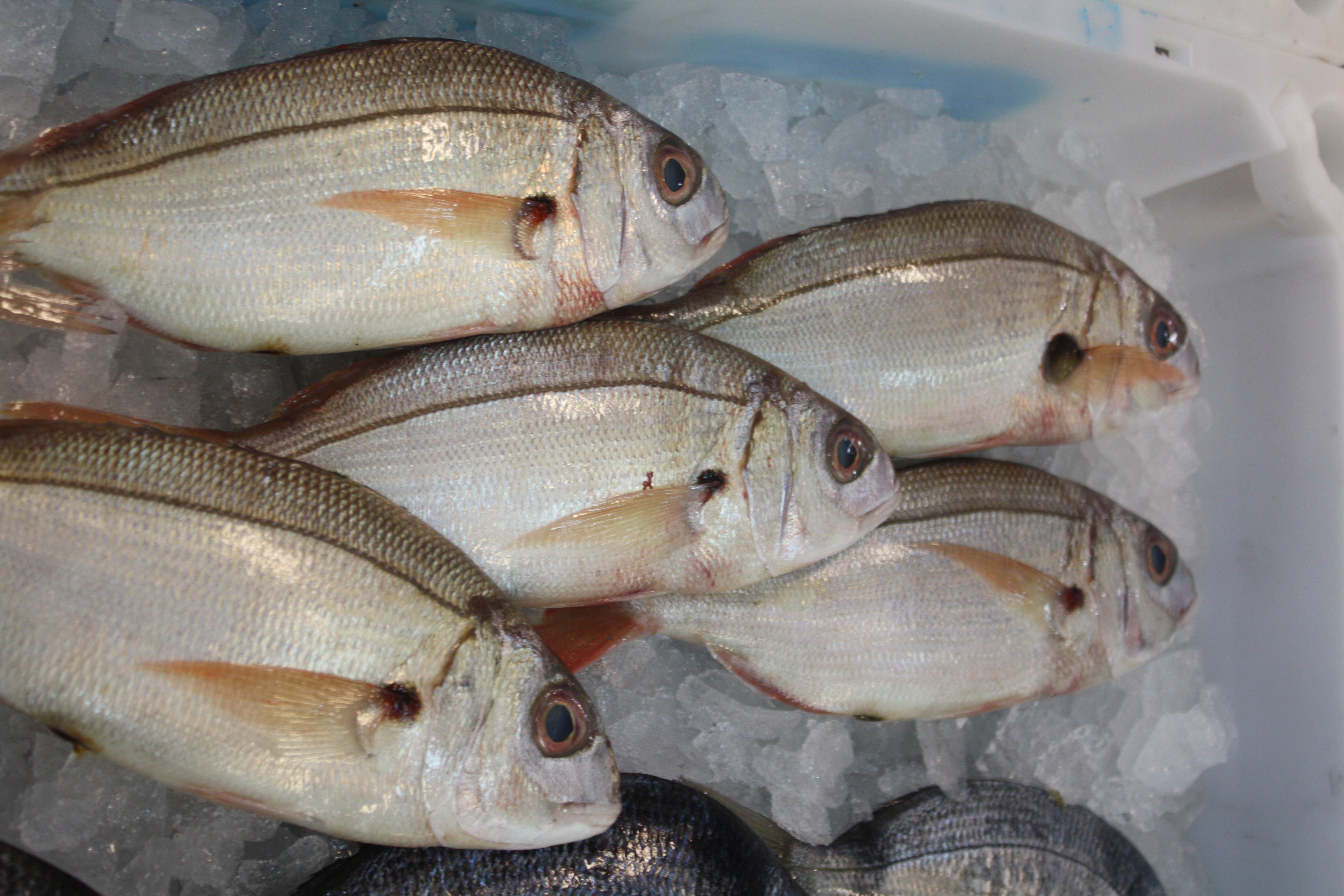
Goràs (Pagellus bogaraveo)

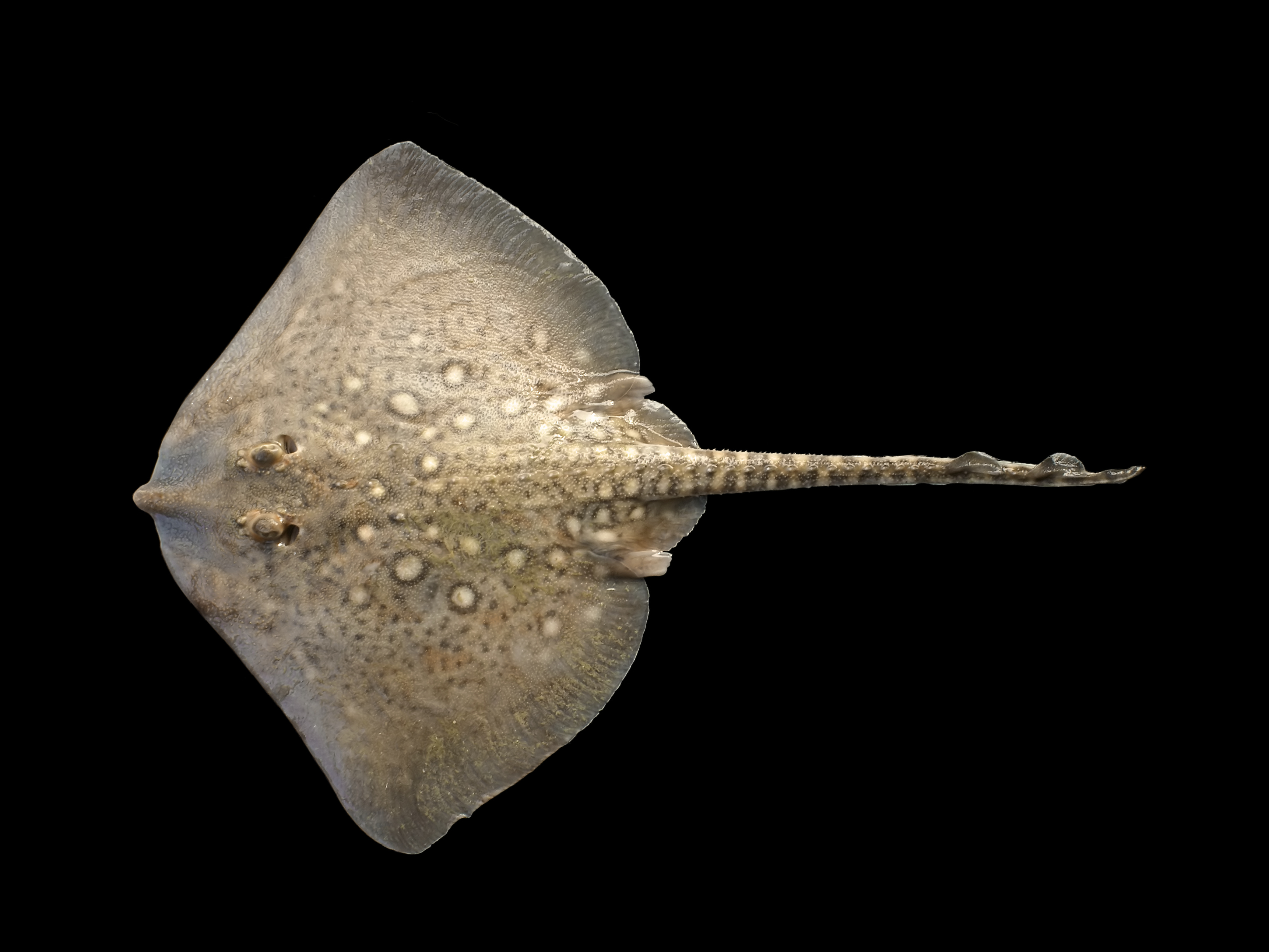
Clavellada (Raja clavata)

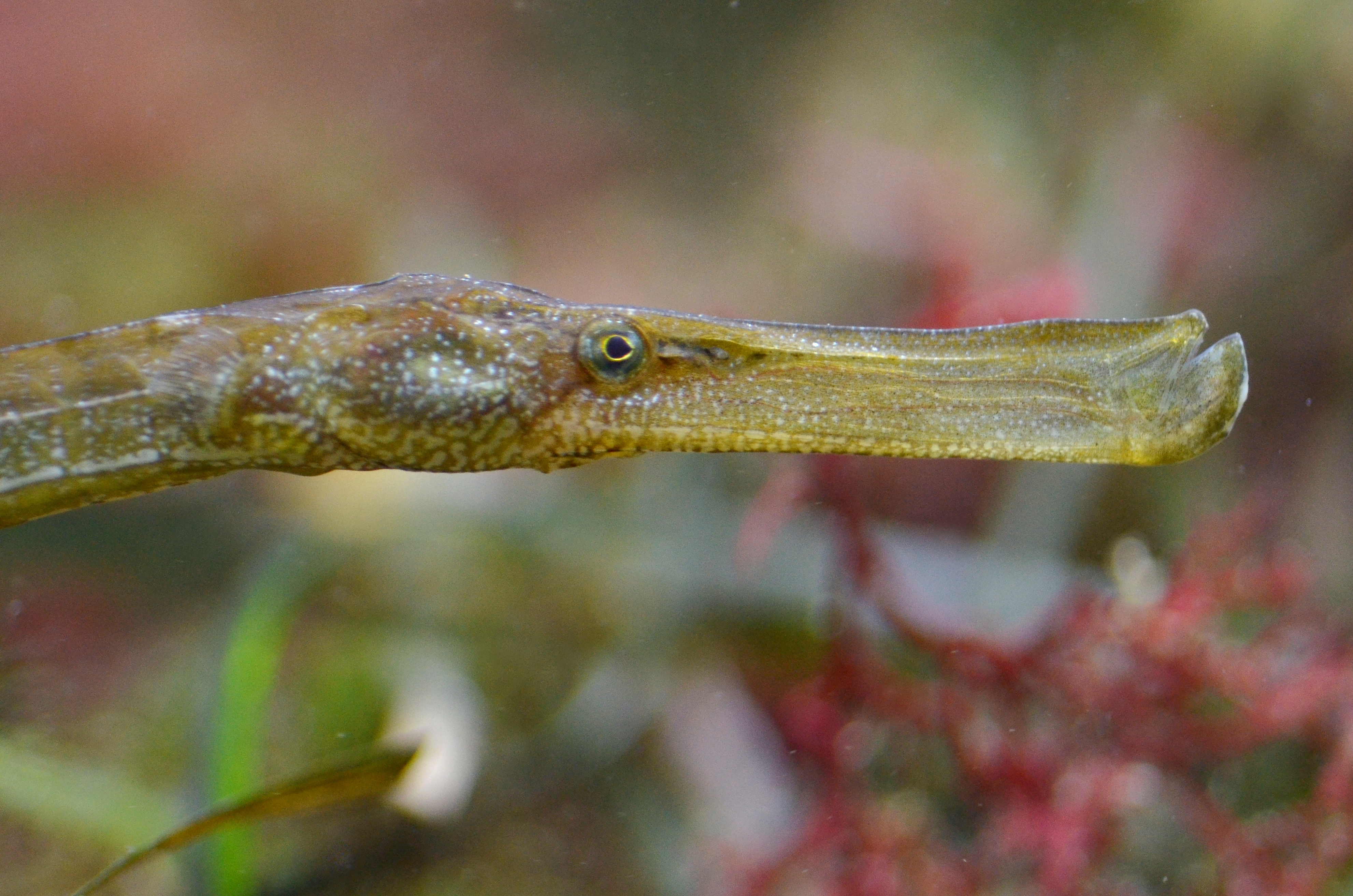
Serpentí (Syngnathus typhle)

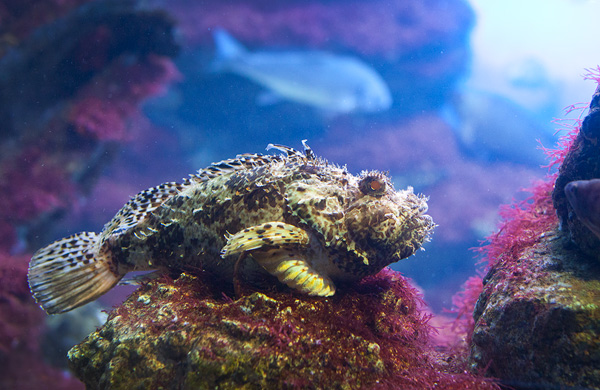
Escórpora fosca (Scorpaena porcus)

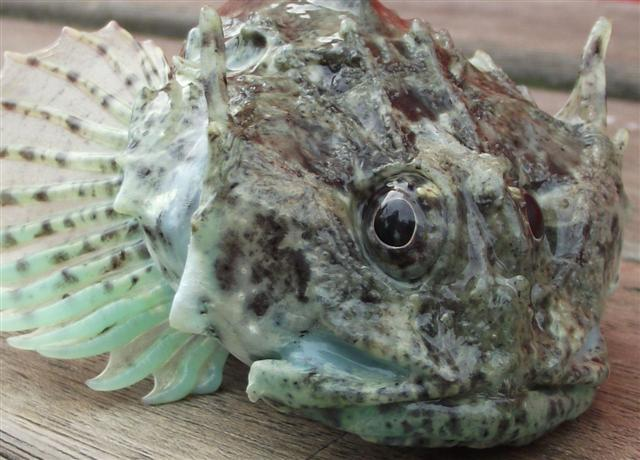
Escorpí de mar d'espines llargues (Taurulus bubalis)

Aquesta llista de peixos de les illes Anglonormandes inclou 100 espècies de peixos que es poden trobar actualment a les illes Anglonormandes ordenades per l'ordre alfabètic de llur nom científic.

## A
- Acipenser sturio
- Alosa alosa
- Alosa fallax
- Amblyraja radiata
- Anguilla anguilla
- Apletodon dentatus
- Argyrosomus regius
- Arnoglossus laterna
- Atherina presbyter
- Auxis rochei

## B
- Belone belone
- Belone svetovidovi

## C
- Callanthias ruber
- Campogramma glaycos
- Capros aper
- Cetorhinus maximus
- Cheilopogon heterurus
- Chelidonichthys obscurus
- Clupea harengus
- Conger conger
- Cottunculus microps

## D
- Dasyatis pastinaca
- Dentex dentex
- Dipturus batis

## E
- Echiodon drummondii
- Engraulis encrasicolus
- Entelurus aequoreus
- Etmopterus princeps
- Eutrigla gurnardus

## G
- Gadus morhua
- Gobius couchi
- Gobius paganellus
- Gobiusculus flavescens
- Gymnammodytes semisquamatus

## H
- Hexanchus griseus
- Hippocampus guttulatus
- Hirundichthys rondeletii

## L
- Lamna nasus
- Lampetra fluviatilis
- Lepadogaster candolii
- Leucoraja fullonica
- Leucoraja naevus
- Lipophrys pholis
- Lophius budegassa
- Lophius piscatorius

## M
- Micrenophrys lilljeborgii
- Mobula mobular
- Mullus barbatus barbatus
- Mullus surmuletus
- Muraena helena
- Myliobatis aquila
- Myxine glutinosa

## N
- Nerophis lumbriciformis
- Nerophis ophidion
- Normichthys operosus

## O
- Ophidion barbatum
- Osmerus eperlanus

## P
- Pagellus acarne
- Pagellus bogaraveo
- Pagellus erythrinus
- Petromyzon marinus
- Phrynorhombus norvegicus
- Polyprion americanus
- Pomatoschistus lozanoi

## R
- Raja brachyura
- Raja clavata
- Raja microocellata
- Raja montagui
- Raja undulata
- Ranzania laevis

## S
- Sagamichthys schnakenbecki
- Salmo salar
- Sarda sarda
- Sardina pilchardus
- Sciaena umbra
- Scomber scombrus
- Scomberesox saurus
- Scophthalmus rhombus
- Scorpaena porcus
- Searsia koefoedi
- Sebastes viviparus
- Serranus cabrilla
- Sparus aurata
- Spectrunculus grandis
- Spondyliosoma cantharus
- Sprattus sprattus
- Symphodus bailloni
- Symphodus melops
- Syngnathus acus
- Syngnathus rostellatus
- Syngnathus typhle

## T
- Taurulus bubalis
- Thunnus thynnus
- Torpedo nobiliana
- Trachinotus ovatus
- Trachipterus arcticus
- Trachurus trachurus
- Trachyrincus scabrus

## X
- Xenodermichthys copei

## Z
- Zeus faber[1]